# Autoroute 6 (Luxemburg)
Die Autoroute 6, kurz A 6, ist die wichtigste Straßenverbindung zwischen dem Großherzogtum Luxemburg und der belgischen Provinz Luxemburg mit der Hauptstadt Arlon (dt. Arel). An diesen Verlauf angelehnt wird die A6 auch die „Areler Autobunn“, also Areler Autobahn genannt.
In ihrem gesamten Verlauf ist sie auch als E 25 – auch Route du Soleil genannt – ausgeschildert.
Der Bau der A6 begann bereits in den 1970er-Jahren; die ersten Teilstücke wurden 1978 in Betrieb genommen, endgültig fertiggestellt wurde sie im Jahre 1982.
Zunächst durchläuft die A 6 bis zur Höhe der Gemeinde  Strassen  den Südwesten des Großherzogtums um dann einen südlichen Halbbogen um die Hauptstadt  Luxemburg zu machen.
Die A6 endet am Gaspericher Kreuz (Croix de Gasperich), wo sie die A 3 in Richtung Frankreich (Thionville) kreuzt und nahtlos in die Richtung Osten nach Deutschland laufende A1 übergeht. Der südliche Halbring, der sich aus der A 6 und A 1 bildet, wird auch als Boulevard Contournement bezeichnet und ist in älteren Straßenkarten als  B1  verzeichnet.
Zusammen mit der A 3 ist die A 6 die Haupttransit-Route durch das Großherzogtum Luxemburg aus Richtung  Belgien/Niederlande in Richtung Frankreich/Mittelmeerküste.
Aufgrund ihrer Bedeutung als Transitstrecke und Pendlerachse ist sie zu fast allen Tageszeiten chronisch überlastet.

## Nordumgehung
Um die A6 und die A1 besonders im südlichen Bereich der Stadt Luxemburg zu entlasten, gibt es eine Petition aus der Bevölkerung, die eine Nordumgehung fordert. Diese neue Strecke soll an die A6 bei Mamer anbinden und zur A7 bei Lorentzweiler verlaufen. Von dort an hat man Anschluss an die A1.

## Trivia
Beim Croix de Gasperich ist der 68 Meter hohe Wasserturm Cloche-d’Or direkt neben der Autobahn A 6 zu sehen, der auch als „neues Wahrzeichen“ von Luxemburg (Stadt) bezeichnet wird.

## Galerie

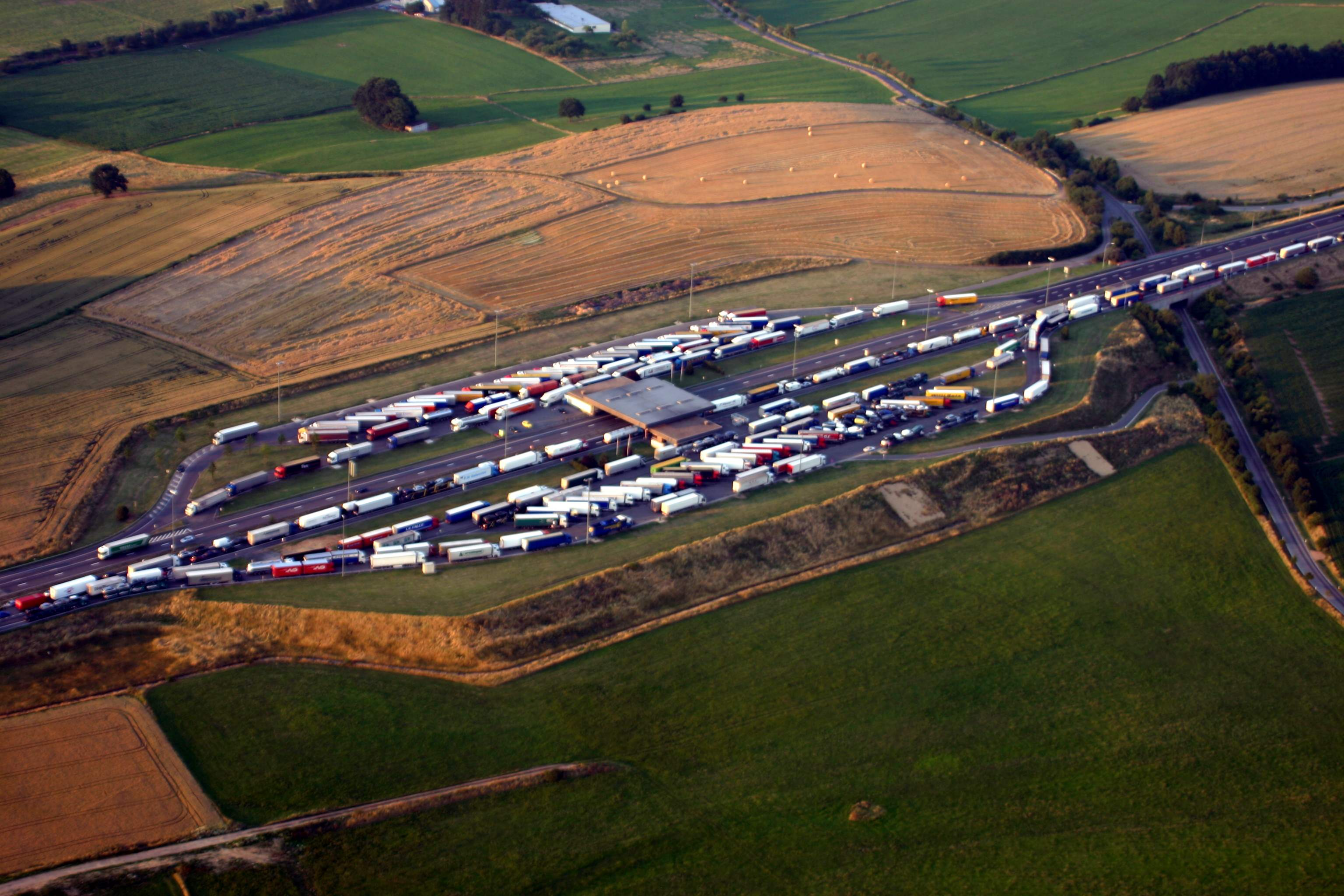
Grenzübergang Arlon der belgischen A4 und der luxemburgischen A6
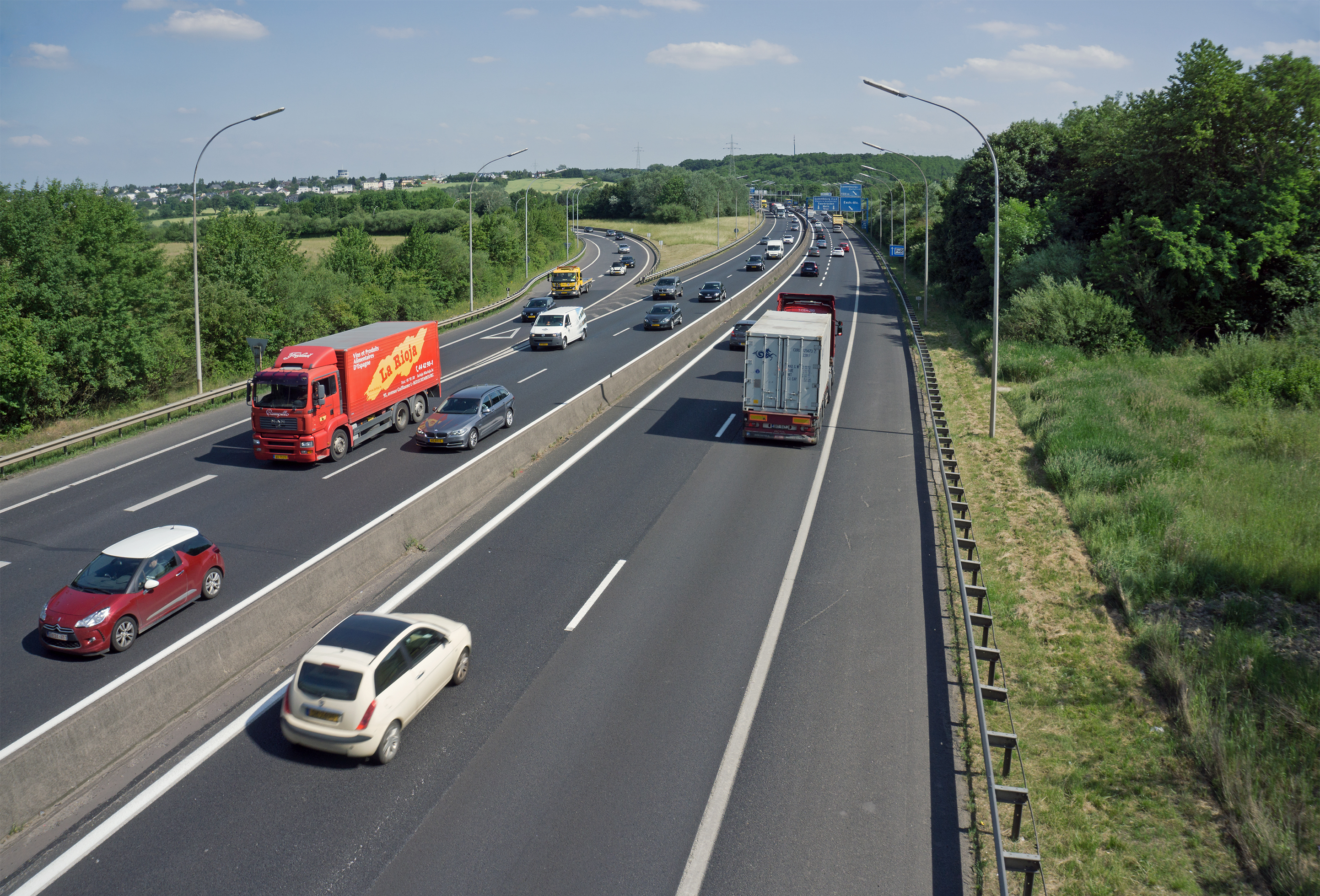
A6 am Autobahnkreuz Zessingen (Croix de Cessange)
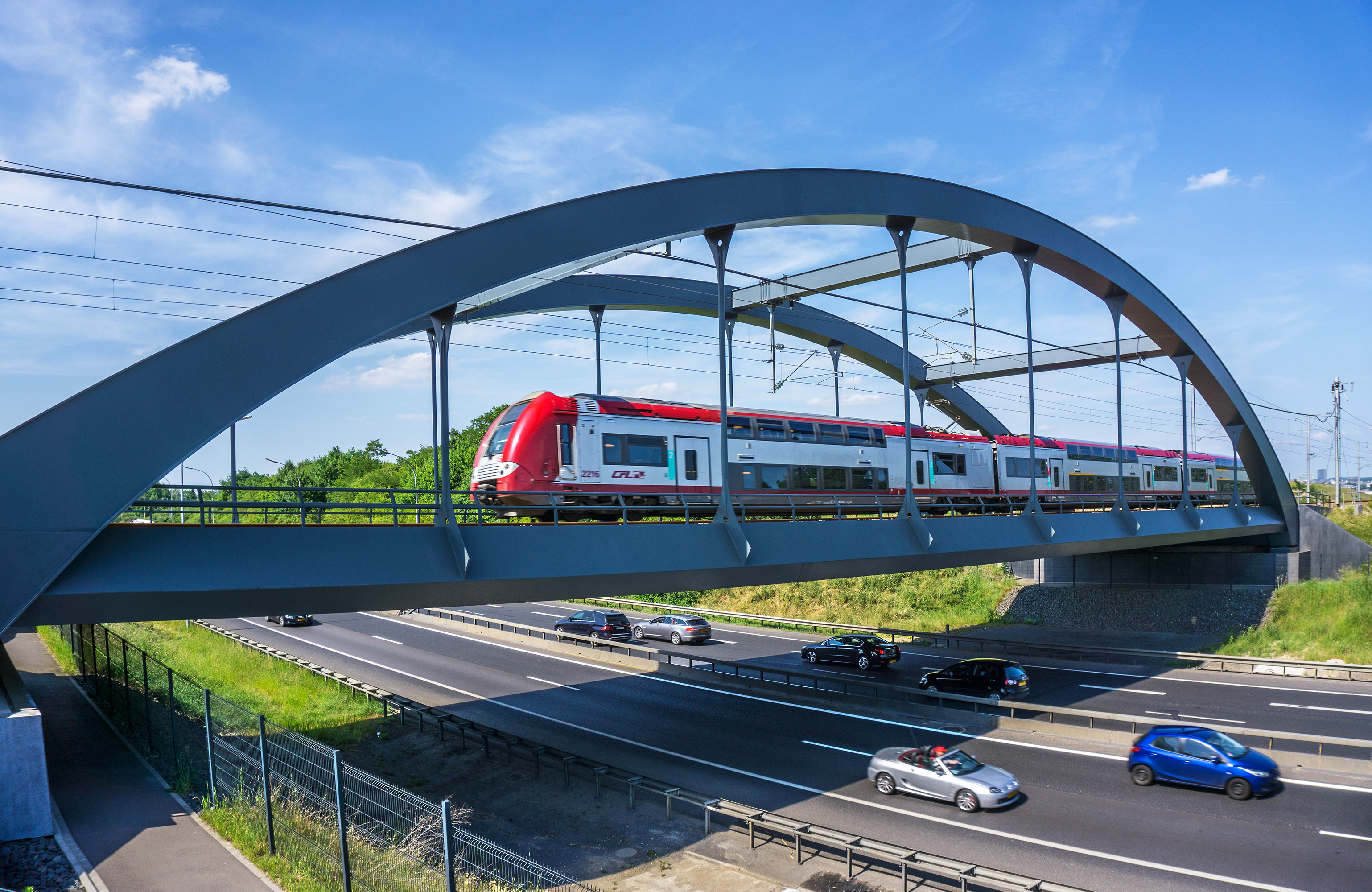
Eisenbahnbrücke der Bahnstrecke Petingen–Luxemburg über die A6